# Vriendschappelijke wedstrijd

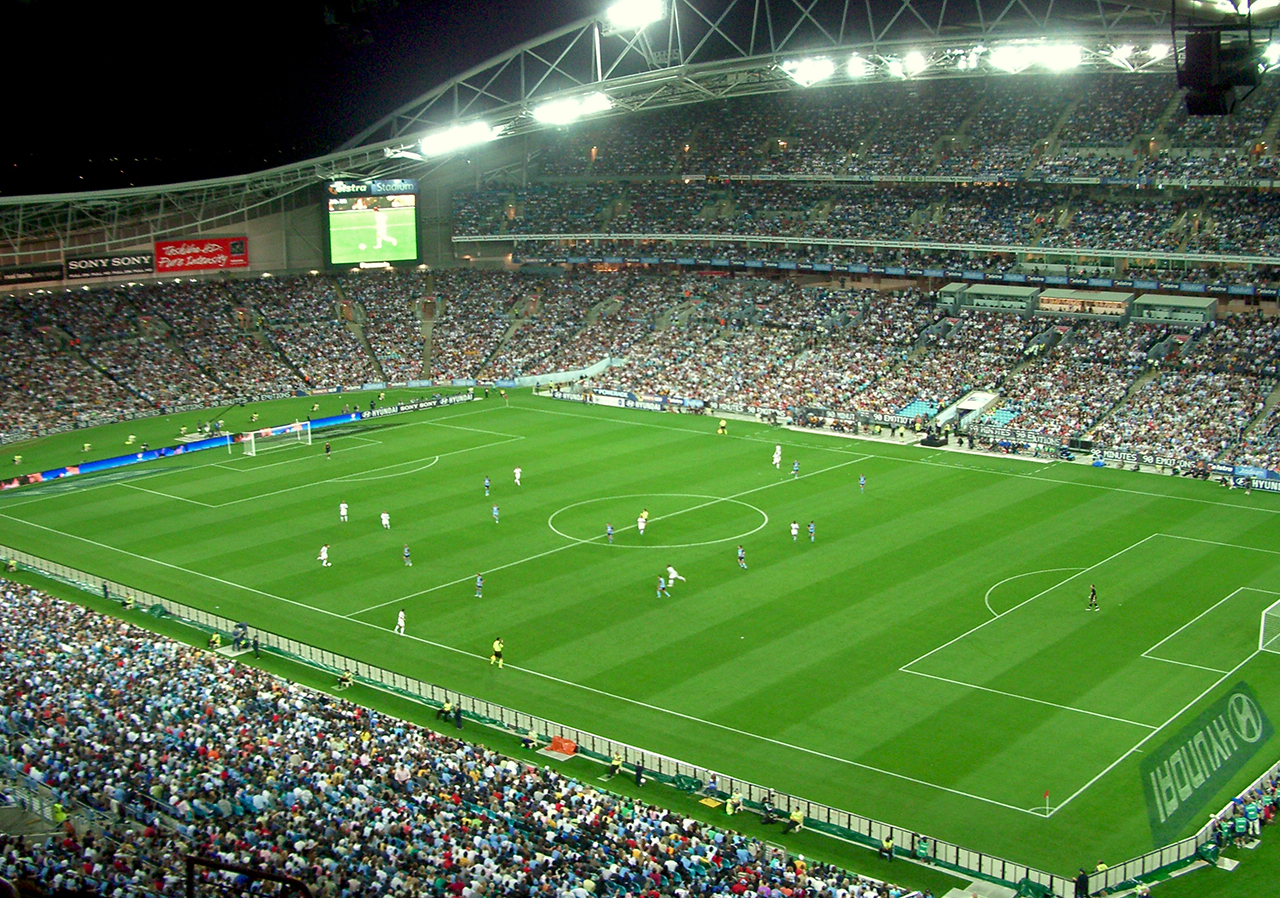
Sydney FC speelt een vriendschappelijke wedstrijd tegen Los Angeles Galaxy in het ANZ Stadium in 2007.

Vriendschappelijke wedstrijd is een wedstrijd tussen atleten of sportteams waarbij niets op het spel staat.
Een vriendschappelijke wedstrijd maakt geen deel uit van een grotere competitie. Er zijn geen prijzen aan verbonden en de uitslag verandert in principe niets aan de posities die de betrokken atleten of teams hebben op een ranglijst of binnen een lopend toernooi. Ze worden enkel gehouden ter vermaak, of voor een speciale gelegenheid zoals een benefietactie. Een van de oudste voorbeelden van een vriendschappelijke wedstrijd in het kader van het goede doel was een ijshockeywedstrijd tussen de Montreal Maroons en de Montreal Wanderers op 15 december 1917. Deze werd gehouden om geld in te zamelen voor slachtoffers van de Explosie van Halifax.
Vriendschappelijke wedstrijden kunnen binnen elke tak van sport voorkomen, zoals ijshockey, basketbal, tennis en schaken. Een bekend voorbeeld is voetbal. Bij deze sport worden vriendschappelijke wedstrijden vaak gespeeld ter voorbereiding op een nieuw seizoen. Ook voorafgaand aan een EK, WK of de kwalificatiewedstrijden daarvoor worden vaak vriendschappelijke wedstrijden gespeeld ter voorbereiding op deze toernooien. Daar er toch niets op het spel staat, worden vriendschappelijke wedstrijden vaak aangegrepen om nieuwe spelers in een team een kans te geven ervaring op te doen. Een dergelijke wedstrijd kan echter ook het doel hebben om geld op te halen.